# Fair Park Circuit
Het Fair Park Circuit is een 4 km lange, typisch rechthoekige stratencircuit, dat in de buurt lag van het Fair Park in Dallas. Het is maar één keer gebruikt, in 1984. 
De Grand Prix die er gehuisvest was kende geen succes: het wegdek ging snel kapot, wat de coureurs allerlei problemen bezorgde. Keke Rosberg won in een Williams.
Tot 1989 werden er nog races gereden om de Trans-Am Series. In 1989 werd de laatste race op het circuit verreden.